# Вишеград (Бучанський район)
Ви́шеград — село в Україні, у Макарівської селищної громади Бучанського району Київської області. Населення становить 22 осіб (станом на 01.01.2008).

## Географія
Село Вишеград розташоване за 35 км від обласного центру та 5 км від адміністративного центру селищної громади. Сусіднє село Маковище (за 2 км).
Площа населеного пункту — 50 га, налічується 20 подвір'їв.

## Історія
За легендою, переселенці з Німеччини поселилися тут у 1740—1760 роках, коли німецьким колоністам Бірон роздавав землі і маєтки в Україні. Колоністи мали тут кріпосних селян, які обробляли землю, вели інтенсивне скотарство. Після скасування кріпосного права у 1861 році німці продали всі будівлі, майно і землю чехам. Під назвою Німецька колонія вперше позначений на карті Шуберта 1868 року.
У 1865—1867 роках в селі оселилися чеські колоністи, а поселення отримало назву Чеська колона. Землі в основному були засіяні хмелем. Чехи мали великий прибуток від продажу хмелю. Крім того, селяни завжди мали сезонну роботу. Чимало чехів залишилося в селі і після Першої світової війни 1914 року.
У 1917 році поселення входило до складу Української Народної Республіки.
Внаслідок поразки Перших визвольних змагань село тривалий час було окуповане більшовиками. З встановленням радянської влади у 1919—1920 роках колонія не розпалася.
З 1901 року в селі діяла чеська початкова школа. Будови школи не було, а сусіднє село Колонщина чеських дітей відмовлялося приймати, посилаючись на те, що школа мала і всім все одно не вистачить місця. Але освіту діти отримували. З поміж себе чехи обирали здібну і освічену людину (народного вчителя) і доручали їй навчати своїх дітей. Вчителями були: Микола Копецький та Ярослав Веселий. Вони збирали дітей по різних домівках і навчали чеською мовою різним предметам. У 1922 році до села приїхав вчитель Ярослав Боучек, за пропозицією якого у 1924 році на зібранні жителів село було перейменовано у Вишеград, яке належало до Гавронщинської сільської ради. 1924 року було збудоване приміщення школи (одна класна кімната, де одночасно навчались діти чотирьох класів) та клубу. За 6 років діяльності Ярослава Боучека ним була проведена велика робота. Він був режисером самодіяльного театру, акторами якого були дорослі і діти. Навіть коли ще не збудували школу та клуб вистави ставилися в приміщенні для сушки хмелю. На сцені клубу були прекрасні декорації, яких не було ні в одному клубі Макарівського району. У Вишеграді був власний оркестр, яким керував учитель. З дорослими та дітьми вчитель поставив ряд вистав. Підтримувався тісний контакт, відбувався обмін гастрольними поїздками з аматорськими колективами київського міського товариства «Стромовка», а також з навколишніми українськими селами. Селяни могли дозволити собі декілька поїздок на рік до київських театрів. З 1927 року в школі навчав дітей Їржі Бездєк. Отокар Муха відзначав 100 % грамотність чехів.
У 1925 році була організована сільська рада Вишеграду, яка об'єднала чотири поселенняих: Чеська колона, Мар'янівка, Олексіївський хутір, Мишкова пуда. Головою був обраний Франц Пруша, секретарем — Юрій Феркель. Завдяки культурі землеробства та механізації значно підвищився добробут селян. На виставках, як проводились у райцентрі Макарів вишеградці неодноразово отримували перші місця.
У 1937 році чеську школу було закрито, на думку радянської влади через те, що «існування національних шкіл є шкідливим». Учителя Ярослава Боучека було засуджено Верховним судом України у 1931 році в Харкові, який пізніше в таборі став душевно хворим.
У 1932—1933 роках селяни зазнали  сталінського геноциду.
Під час німецької окупації 1941—1943 років у Вишеграді діяла підпільна група чехів, яка мала зв'язок з радянськими партизанами.
9 травня 1995 року члени чеського товариства «Вишеград» встановили пам'ятний хрест в пам'ять про полеглих в роки репресій та війни.
У 1980—2000 роках у Вишеграді виділяли ділянки під дачі. Збереглося декілька чеських будинків.
З 24 серпня 1991 року Вишеград у складі незалежної України.
17 липня 2020 року, в результаті адміністративно-територіальної реформи та ліквідації Макарівського району, село увійшло до складу новоутвореного Бучанського району.
Наразі — це мальовниче село активно розбудовується як місцевими жителями, так і киянами.